# Leviti

Simbolo della tribù di Levi

I leviti sono i membri della tribù israelitica di Levi.
Ad essi, nell'antico Israele, era affidato il compito di sorvegliare il tabernacolo e il Tempio. La linea sacerdotale di Aronne (parte dei leviti e i cui membri erano detti cohanim) si occupava concretamente dei sacrifici rituali mentre gli altri leviti avevano il compito di cantare, di suonare e di assistere. I leviti sono descritti come eredi di Dio, suo "possesso"; la schiera dei leviti trasportava scalza l'arca dell'alleanza: unica tra le dodici tribù, non ottennero alcuna parte della terra d'Israele, poiché servire Dio era la loro eredità. 
Parallelamente, in battaglia avevano il compito di custodire l'arca, senza partecipare direttamente all'azione di guerra.

Vivevano nelle città levitiche, sparse per tutta Israele, e si sostenevano con le decime. I leviti erano stati scelti per questo speciale ruolo perché, mentre erano in Egitto e poi durante il peccato del vitello d'oro, avevano mantenuto fede alla religione dei loro padri: non avevano adorato il vitello d'oro ed avevano appoggiato Mosè, membro della tribù di Levi. Un Midrash racconta che, durante l'esilio babilonese, essi si rifiutarono di cantare per degli dei di Nabucodonosor.
I loro colori specifici di appartenenza sono il bianco, il nero ed il rosso.

## Torah
(Numeri 3:11-12.)
Nella Torah ai leviti sono delegati compiti sussidiari a quelli dei sacerdoti nella gestione del culto religioso. L'ambientazione storica è relativa al periodo della peregrinazione degli Ebrei nel deserto del Sinai (XIII-XII secolo a.C.), ma gli esegeti considerano questi testi come retroproiezione della situazione propria del secondo tempio, ricostruito nel IV secolo a.C.
Secondo il Libro dei Numeri le primitive funzioni dei leviti, suddivisi in famiglie, erano così ripartite:
- figli di Keat: trasporto degli arredi sacri del Mishkan, il tabernacolo  costruito da Mosè su diretta indicazione di Dio.
- figli di Ghereshon: trasporto dei teli della Dimora.
- figli di Merari: trasporto e montaggio della struttura della Dimora.

Il servizio cultuale iniziava a 25 anni e terminava a 50, per i soli maschi.
In alcuni passi della Torah si parla di "leviti sacerdoti". L'interpretazione di questa espressione non è chiara, ma può indicare che il confine tra i sacerdoti (discendente del levita Aronne) e gli altri leviti fosse, in alcune epoche, abbastanza tenue.

## In Canaan
Terminata la peregrinazione nel deserto con l'ingresso nella terra di Canaan, secondo i libri di Giosuè e Giudici, ai leviti, diversamente dagli appartenenti alle altre tribù d'Israele, non furono riservati determinati territori (a parte 48 piccoli centri urbani sparsi per l'Israele). La loro sussistenza era legata alle decime che il popolo doveva versare loro, ma parte dei leviti si dedicava all'economia di sussistenza (agricoltura e pastorizia) che caratterizzava il resto della popolazione.
All'epoca del primo tempio (X-VI secolo a.C.) i leviti svolgevano il ruolo di cantori, musicisti, portieri, oltre ad occuparsi della preparazione delle offerte e pulizia dei locali e degli arredi sacri. Un parallelismo con la tradizione cristiana, con le dovute differenze, vedrebbe i leviti adempiere i ruoli occupati da chierichetti e sagrestani. In diversi passi riferiti a prima della riforma di Giosia (VII secolo a.C.), la quale accentrò il culto attorno al Tempio di Gerusalemme, si accenna al coinvolgimento dei leviti (e dei sacerdoti) nel culto delle "alture", cioè altari costruiti in varie colline palestinesi. Caratteristica di questi luoghi di culto lontani dal tempio, formalmente dedicati a YHWH-Dio, era la facilità di inserimento di elementi cultuali pagani, ed è forse a questo proposito che si riferisce la dura condanna ai leviti di Ez44,10-14.
All'epoca del ritorno dall'esilio di Babilonia, nel periodo del secondo tempio (VI-V secolo a.C.), i leviti rivestirono, oltre alle funzioni liturgiche, un ruolo chiave nella riorganizzazione della società e del culto ebraico diretta da Esdra.

## Tradizione successiva
Nel Nuovo Testamento, un levita e un sacerdote compaiono nella parabola del buon samaritano (Luca 10,32). Negli Atti degli Apostoli, un levita soprannominato Barnaba, originario di Cipro, diventa discepolo di Gesù e compagno di Paolo. Anche l'evangelista Marco, in quanto cugino di Barnaba, era un ebreo appartenente alla tribù di Levi.
Oggi i leviti hanno solo un ruolo residuale nella religione ebraica: sono chiamati alla lettura della Torah subito dopo i sacerdoti ed è loro compito lavare le mani dei sacerdoti prima della benedizione sacerdotale.